# Adelphotectonica kuroharai
Adelphotectonica kuroharai is een slakkensoort uit de familie van de Architectonicidae. De wetenschappelijke naam van de soort is voor het eerst geldig gepubliceerd in 1961 door Kuroda & Habe in Habe.